# Biscogniauxia citriformis
Biscogniauxia citriformis är en svampart. Biscogniauxia citriformis ingår i släktet Biscogniauxia och familjen kolkärnsvampar.

## Underarter
Arten delas in i följande underarter:
- macrospora
- citriformis